# Тейтур Тордарсон
Заголовок цієї статті — це ісландське ім'я, де Тейтур — особове ім'я, а Тордарсон — ім'я по батькові. 
Тейтур Тордарсон (ісл. Teitur Þórðarson, нар. 14 січня 1952, Акранес) — ісландський футболіст, що грав на позиції нападника. По завершенні ігрової кар'єри — тренер.
Виступав, зокрема, за «Естерс» та «Ланс», а також національну збірну Ісландії.

## Клубна кар'єра
Народився 14 січня 1952 року в місті Акранес. Вихованець футбольної школи клубу «Акранес». Дорослу футбольну кар'єру розпочав 1969 року в основній команді того ж клубу, в якій провів вісім сезонів, взявши участь у 99 матчах чемпіонату. У складі «Акранеса» був одним з головних бомбардирів команди, маючи середню результативність на рівні 0,52 гола за гру першості і тричі, у 1970, 1974 та 1975 роках виграв з командою чемпіонат Ісландії.
1977 року Тейтур перебрався до Швеції, де один скзон виступав за друголіговий клуб «Єнчопінг Седра», після чого перейшов у вищоліговий «Естерс», з яким двічі виборював титул чемпіона Швеції та одного разу національний кубок.
У 1981 році ісландець перейшов до французького клубу «Ланс», де забив 19 голів у чемпіонаті в сезоні Ліги 1 1981/82, посівши четверте місце у списку найкращих бомбардирів турніру. Однак у наступному сезоні Тейтур втратив місце в основі і забив лише 1 гол у 10 іграх чемпіонату, тому 1983 року перейшов до клубу другого французького дивізіону, провівши там сезон 1983/84.
У сезоні 1984/85 Тейтур грав за швейцарський нижчоліговий «Івердон Спорт», після чого повернувся в «Естерс», але колишньої результативності вже не демонстрував.
Завершив ігрову кар'єру у друголіговій швейцарській команді «Шевде АІК», за яку виступав протягом сезону 1987 року.

## Виступи за збірну
3 липня 1972 року дебютував в офіційних матчах у складі національної збірної Ісландії в товариській грі проти Данії (2:5)
Загалом протягом кар'єри у національній команді, яка тривала 14 років, провів у її формі 41 матч, забивши 9 голів, і в 4 останніх іграх був капітаном команди.

## Кар'єра тренера
Розпочав тренерську кар'єру відразу ж по завершенні кар'єри гравця, 1987 року, очоливши тренерський штаб клубу «Шевде АІК», де пропрацював з 1987 по 1988 рік.

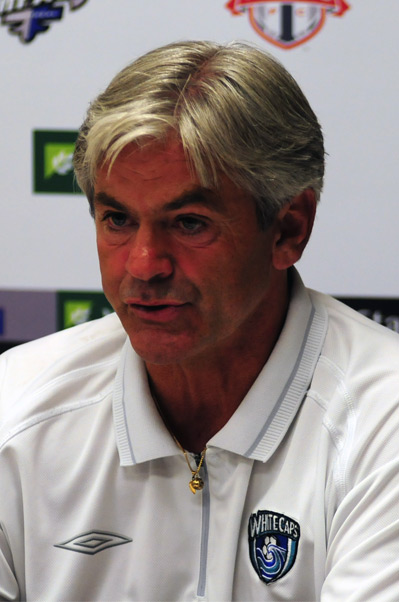
Тейтур Тордарсон під час роботи із «Ванкувер Вайткепс». 2009 рік.

1988 року став головним тренером команди «Бранн» і тренував команду з Бергена три роки. Разом з командою він вийшов у фінал Кубка Норвегії, програвши його «Русенборгу». Оскільки клуб з Тронгейма також виграв чемпіонський титул, «Бранн» мав право взяти участь у Кубку володарів кубків Європи 1989/90. Там клуб вилетів у першому ж раунді, програвши обидві гри італійській «Сампдорії». Надалі тренував невеликі норвезькі команди «Люн» та «Грей», а протягом 1994—1995 років очолював тренерський штаб клубу «Ліллестрем» і привів його до другого та четвертого місць у чемпіонаті Норвегії в 1994 та 1995 роках відповідно.
З 1996 по 1999 рік Тейтур Тордарсон очолював збірну Естонії. При ньому вона домоглася серйозного прогресу в своїй грі і піднялася зі 145-го (січень 1996) до 68-го (листопад 1999) місця у світовому рейтингу ФІФА. Під його керівництвом, за три роки естонці зіграли 57 матчів і почали поставляти гравців в зарубіжні клуби. Паралельно він очолював місцеву «Флору» (Таллінн), з якою двічі перемагав у чемпіонаті Естонії, а також по разу у Кубку та Суперкубку країни. За свою роботу ісландський фахівець був удостоєний ордена Хреста землі Марії і вищої нагороди Естонського футбольного союзу — Золотого знаку ЕФС.
2000 року Тейтур повернувся до Норвегії, де знову очолював «Бранн» та «Люн», а у період з 2004 по 2005 рік він керував клубом третього дивізіону «Улл-Кіса». Потім він повернувся на батьківщину, де в 2006 році став віце-чемпіоном Ісландії з клубом «КР Рейк'явік».
11 грудня 2007 року Тейтур підписав контракт з канадським «Ванкувер Вайткепс», що виступав у першому дивізіоні USL. У сезоні 2018 року ісландський спеціаліст виграв з командою плей-оф USL-1, а наступного став фіналістом. 2010 року стало відомо, що з наступного сезону на базі команди створюється однойменний клуб «Ванкувер Вайткепс», який розпочне виступи у MLS, вищому футбольному дивізіоні. Тейтур став головним тренером і цієї команди, але після того, як він здобув лише одну перемогу за три місяці, ісландець був звільнений від 30 травня 2011 року.
На початку 2012 року стало відомо оголосило, що Тейтур стане тренером індійської команди «Барасат Євро Мускетірс», що мала виступати у новоствореній лізі — футбольній Прем’єр-лізі Бенгалії, матчі якої мали розпочатись навесні. Втім після кількох затримок, проект був скасований у січні 2013 року так і не провівши жодної гри.
Того ж 2013 року Тейтур знову повернувся до Норвегії. де тренував команди ФуВо та «Дребак-Фрогн ІЛ».

## Титули і досягнення
| - Чемпіон Ісландії (3): «Акранес»: 1970, 1974, 1975 - Чемпіон Швеції (2): «Естерс»: 1978, 1980 - Володар Кубка Швеції (1): «Естерс»: 1976/77 - Найкращий бомбардир чемпіонату Ісландії: 1974 (9 голів) | - Чемпіон Естонії (2): «Флора»: 1997/98, 1998 - Володар Кубка Естонії (1): «Флора»: 1997/98 - Володар Суперкубка Естонії (1): «Флора»: 1998 - Чемпіон Першого дивізіону USL (1): «Ванкувер Вайткепс»: 2008 |